# Kiki Iriafen
Okikiola „Kiki“ Iriafen (* 26. August 2003 in Los Angeles, Kalifornien) ist eine nigerianisch-amerikanische Basketballspielerin der Washington Mystics aus der nordamerikanischen Profiliga Women’s National Basketball Association (WNBA).

## Karriere
Am 14. April 2025 wurde Iriafen im WNBA Draft 2025 an vierter Stelle von den Washington Mystics ausgewählt, für die sie seither in der nordamerikanischen Basketballprofiliga der Damen spielt.